# ذا بوغي مان (مصارع)
مارتن رايت (بالإنجليزية: Martin Wright)‏ والمعروف بـ «ذا بوغي مان» هو مصارع محترف أمريكي ولد بتاريخ 15 يوليو 1964 في فينيكس (أريزونا).

## وصلات خارجية
- ذا بوغي مان على موقع دبليو دبليو إي (الإنجليزية)
- ذا بوغي مان على موقع WrestlingData.com (الإنجليزية)
- ذا بوغي مان على موقع CageMatch worker (الإنجليزية)
- ذا بوغي مان على موقع قاعدة بيانات المصارعة على الإنترنت (الإنجليزية)
- ذا بوغي مان على موقع عالم المصارعة على الإنترنت (الإنجليزية)

ذا بوغي مان على موقع IMDb (الإنجليزية)
- ذا بوغي مان على موقع قاعدة بيانات الفيلم (الإنجليزية)